# Mathias Ross
Mathias Ross Jensen (Aalborg, Dinamarca, 15 de enero de 2001) es un futbolista danés que juega como defensa en el A. C. Sparta Praga de la Liga de Fútbol de la República Checa.

## Trayectoria

### AaB Fodbold
Creció en el barrio de Hasseris de Aalborg y comenzó su carrera futbolística a los 10 años en el Aalborg KFUM. En la categoría sub-13 se incorporó a la cantera del AaB Fodbold. En su primer año como jugador sub-17, se prefirió a otros centrales por delante de Ross, lo que significó que apareciera principalmente en el equipo de reserva o como delantero suplente en los últimos minutos. Sin embargo, en su segundo año como sub-17, se convirtió en un jugador habitual del equipo en la liga sub-17. El AaB sub-17 terminó la temporada 2017-18 en el tercer puesto de la tabla de clasificación, y en junio de 2018 fue nombrado mejor jugador sub-17 del año en el AaB.
Debutó como profesional con el primer equipo del AaB el 2 de septiembre de 2018 cuando entró como suplente a los 27 minutos en lugar de un lesionado Jakob Blåbjerg en un empate 2-2 contra el Randers FC. En el momento de la sustitución, el AaB iba perdiendo por 2-1, y el periódico Tipsbladet describió el debut de Ross como "excelente". Un mes más tarde, en octubre de 2018, fue ascendido definitivamente a la plantilla del primer equipo del AaB. Durante la temporada regular fue utilizado un total de tres veces, pero a partir de la ronda de descenso se estableció como titular en el primer equipo. El AaB acabó clasificándose para los play-offs para participar en la primera ronda de clasificación para la Liga Europa de la UEFA, donde, sin embargo, fue eliminado en la primera ronda contra el Aarhus GF.
En enero de 2019 firmó una ampliación de contrato que le mantiene en el AaB hasta 2023.

### Galatasaray S. K.
El 8 de septiembre de 2022 firmó un contrato de 4 años con el Galatasaray S. K. Se ha anunciado que se pagará una cuota de transferencia de 1,750,000 euros al antiguo equipo del jugador, el AaB Fodbold.

## Selección nacional
Debutó como internacional el 7 de octubre de 2017 como parte de la selección sub-17 de Dinamarca, cuando formó parte de la alineación titular y jugó 90 minutos en la derrota por 3-4 ante Alemania en un partido amistoso. Pasó de ser un jugador periférico bajo los auspicios de la Unión Danesa de Fútbol a ser el capitán del equipo en el último partido durante el Campeonato Europeo Sub-17 de la UEFA 2017. Ha disputado un total de 11 partidos con la selección nacional sub-17.
Hizo su primera aparición con la selección sub-19 de Dinamarca el 7 de septiembre de 2018, y pronto se estableció como titular.

## Estadísticas

### Clubes
Actualizado al último partido disputado el 6 de febrero de 2024.
| Club                      | Div.          | Temporada     | Liga  | Liga  | Copas nacionales | Copas nacionales | Copas internacionales | Copas internacionales | Total | Total |
| Club                      | Div.          | Temporada     | Part. | Goles | Part.            | Goles            | Part.                 | Goles                 | Part. | Goles |
| ------------------------- | ------------- | ------------- | ----- | ----- | ---------------- | ---------------- | --------------------- | --------------------- | ----- | ----- |
| AaB Fodbold Dinamarca     | 1.ª           | 2018-19       | 8     | 0     | 0                | 0                | —                     | —                     | 8     | 0     |
| AaB Fodbold Dinamarca     | 1.ª           | 2019-20       | 23    | 0     | 4                | 1                | —                     | —                     | 27    | 1     |
| AaB Fodbold Dinamarca     | 1.ª           | 2020-21       | 25    | 2     | 2                | 0                | —                     | —                     | 27    | 2     |
| AaB Fodbold Dinamarca     | 1.ª           | 2021-22       | 28    | 2     | 1                | 0                | —                     | —                     | 29    | 2     |
| AaB Fodbold Dinamarca     | 1.ª           | 2022-23       | 8     | 1     | 0                | 0                | —                     | —                     | 8     | 1     |
| AaB Fodbold Dinamarca     | Total club    | Total club    | 92    | 5     | 7                | 1                | 0                     | 0                     | 99    | 6     |
| Galatasaray S. K. Turquía | 1.ª           | 2022-23       | 0     | 0     | 2                | 1                | —                     | —                     | 2     | 1     |
| Galatasaray S. K. Turquía | Total club    | Total club    | 0     | 0     | 2                | 1                | 0                     | 0                     | 2     | 1     |
| NEC Nimega · Países Bajos | 1.ª           | 2023-24       | 14    | 2     | 4                | 0                | —                     | —                     | 18    | 2     |
| NEC Nimega · Países Bajos | Total club    | Total club    | 14    | 2     | 4                | 0                | 0                     | 0                     | 18    | 2     |
| Total carrera             | Total carrera | Total carrera | 106   | 7     | 13               | 2                | 0                     | 0                     | 119   | 9     |

## Palmarés

### Campeonatos nacionales
| Título               | Club              | País    | Año  |
| -------------------- | ----------------- | ------- | ---- |
| Superliga de Turquía | Galatasaray S. K. | Turquía | 2023 |